# Lepadidae
Lepadidae Charles Darwin, 1852 é uma família de crustáceos cirrípedes que contém três géneros (Lepas, Conchoderma e Dosima) e 12 espécies. A família tem distribuição natural cosmopolita, ocorrendo em todos os oceanos desde as regiões polares aos trópicos.

## Descrição
Os Lepadidae são uma família de crustáceos cirrípedes (Cirripedia) que, apesar da semelhança morfológica externa que lhe é conferida pela existência de placas calcárias bivalves, não têm nenhuma relação próxima com os mexilhões ou outros moluscos. No entanto, estão relacionados com as cracas e com o género parasitário Sacculina, do qual a espécie Sacculina carcini parasita caranguejos.
As espécies desta família iniciam o seu desenvolvimento como larvas do tiplo náuplio, crescendo até se transformarem em larvas bivalves do tipo cypris, típicas dos cirrípedes. As larvas são de natação livre e fazem parte do plâncton. Durante a metamorfose para o animal adulto ancoram com a cabeça na parte inferior do substrato por meio de uma faixa adesiva que forma um cimento de alta resistência que liga o pedúnculo à superfície do substrato.
Os espécimes adultos consistem de uma pega de consistência semelhante a borracha, o pedúnculo, ligada a uma superfície dura, que contém no seu extremo um corpo envolvido em cinco placas calcárias, o capítulo (mais frequentemente grafado capitulum).Os adultos ligam-se a objetos flutuantes, como troncos, cascos de navio e até mesmo tartarugas marinhas. Algumas espécies são típicas da zona entremarés, recobrindo as falésias logo abaixo da marca de água.
Os seis pares de pereópodes estão transformados numa espécie de estrutura filtradora de plâncton que é retido a partir da água que a atravessa e serve de alimento. O abdómen não tem qualquer apêndice e o telson está ausente.
A família tem uma distribuição natural cosmopolita e ocorre numa grande diversidade de habitats, vivendo na superfície dos oceanos, dos trópicos às regiões polares.
A espécie tipo é o percebe Lepas anatifera. Charles Darwin, o fundador da teoria da evolução, foi o primeiro cientista a estudar extensivamente estes organismo. Para a publicação de A Origem das Espécies, passou oito anos a investigar estas espécies e usou esta pesquisa como um caso de teste da aplicação numa determinada espécie da teoria geral da seleção natural.

## Taxonomia
Na sua presente delimitação a família inclui 3 géneros e 12 espécies. Segundo a base de dados taxonómicos Catalogue of Life, a família Lepadidae insere-se na ordem Pedunculata de acordo com o seguinte cladograma segundo Dyntaxa:
| Lepadidae | \| \| Conchoderma \| \| \| \| \| \| Dosima \| \| \| \| \| \| Lepas \| \| \| \| |
|           | \| \| Conchoderma \| \| \| \| \| \| Dosima \| \| \| \| \| \| Lepas \| \| \| \| |
|           | Anelasmatidae                                                                  |
|           |                                                                                |
|           | Calanticidae                                                                   |
|           |                                                                                |
|           | Eolepadidae                                                                    |
|           |                                                                                |
|           | Heteralepadidae                                                                |
|           |                                                                                |
|           | Iblidae                                                                        |
|           |                                                                                |
|           | Koleolepadidae                                                                 |
|           |                                                                                |
|           | Lithotryidae                                                                   |
|           |                                                                                |
|           | Oxynaspididae                                                                  |
|           |                                                                                |
|           | Poecilasmatidae                                                                |
|           |                                                                                |
|           | Pollicipedidae                                                                 |
|           |                                                                                |
|           | Scalpellidae                                                                   |
|           |                                                                                |
|           | Conchoderma                                                                    |
|           |                                                                                |
|           | Dosima                                                                         |
|           |                                                                                |
|           | Lepas                                                                          |
|           |                                                                                |

|  | Conchoderma |
|  |             |
|  | Dosima      |
|  |             |
|  | Lepas       |
|  |             |

## Galeria

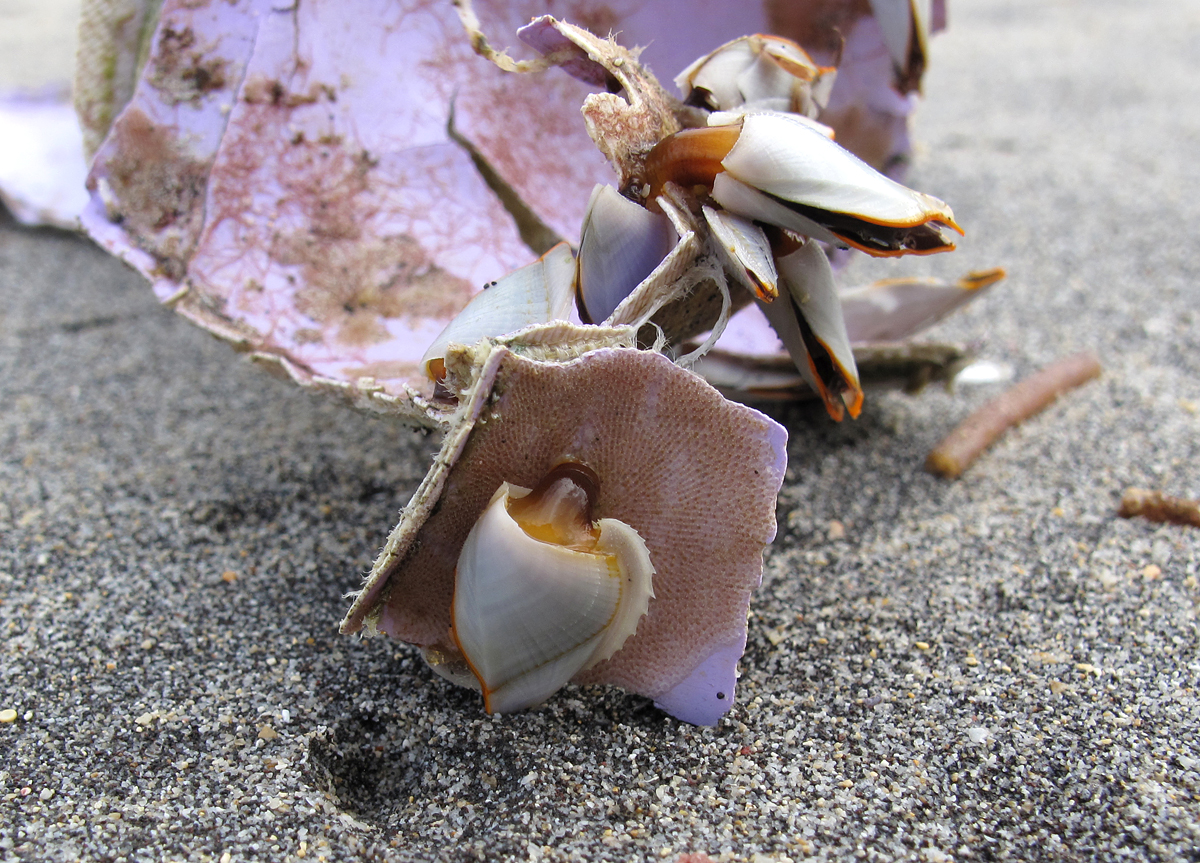
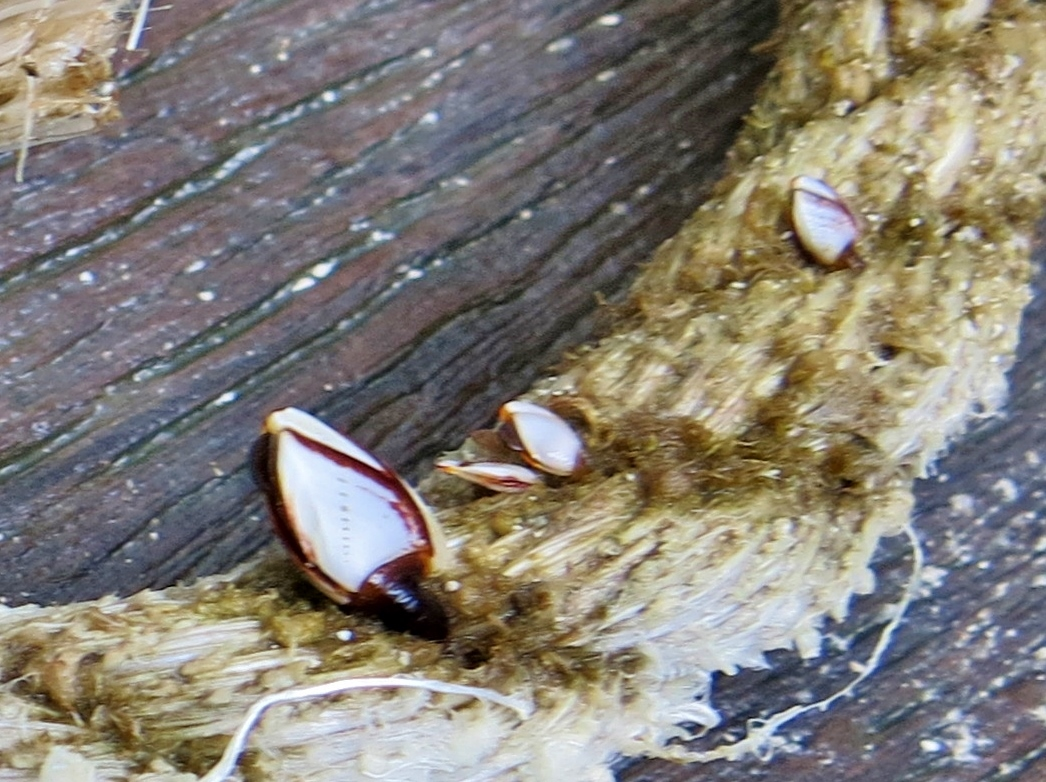
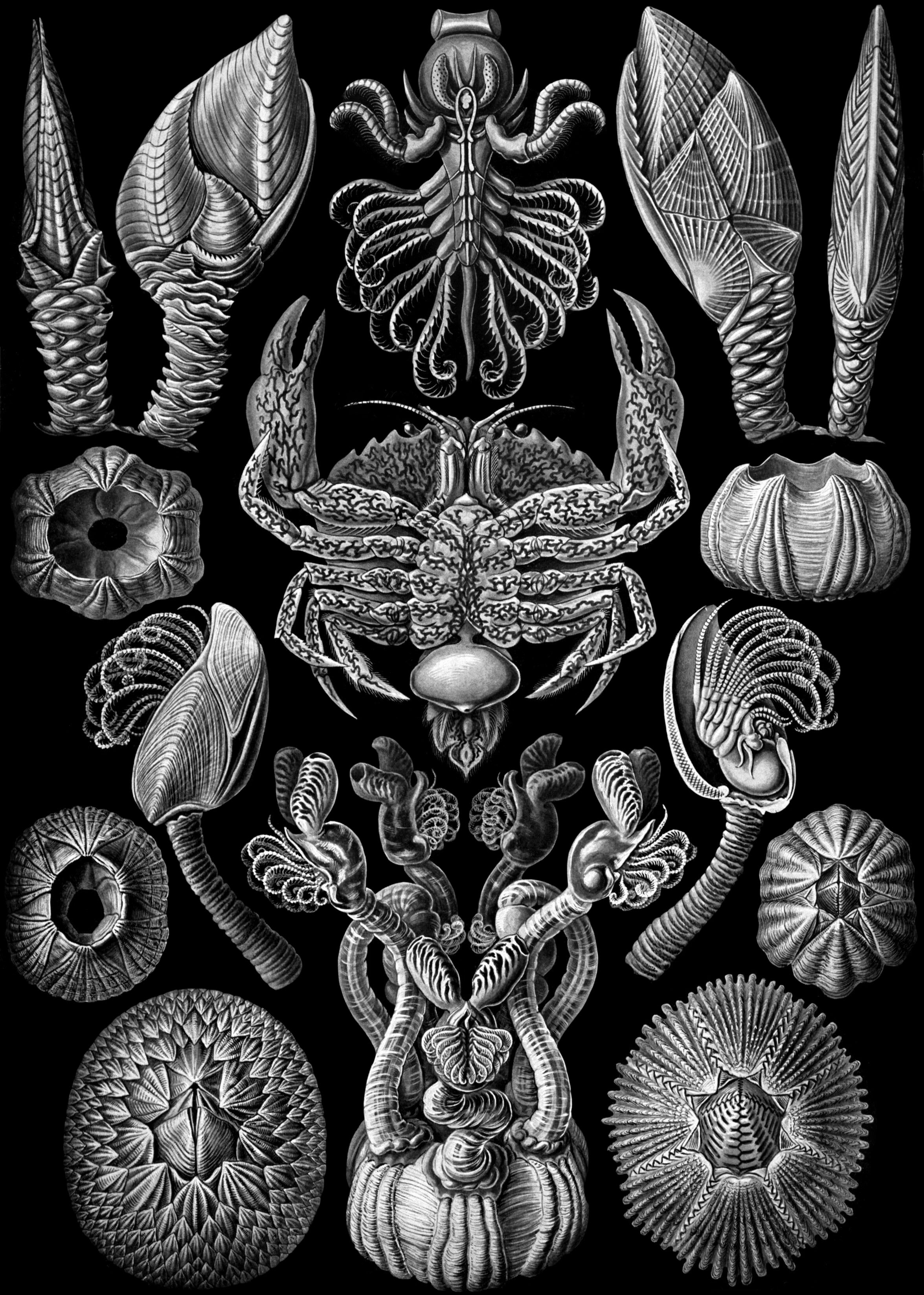
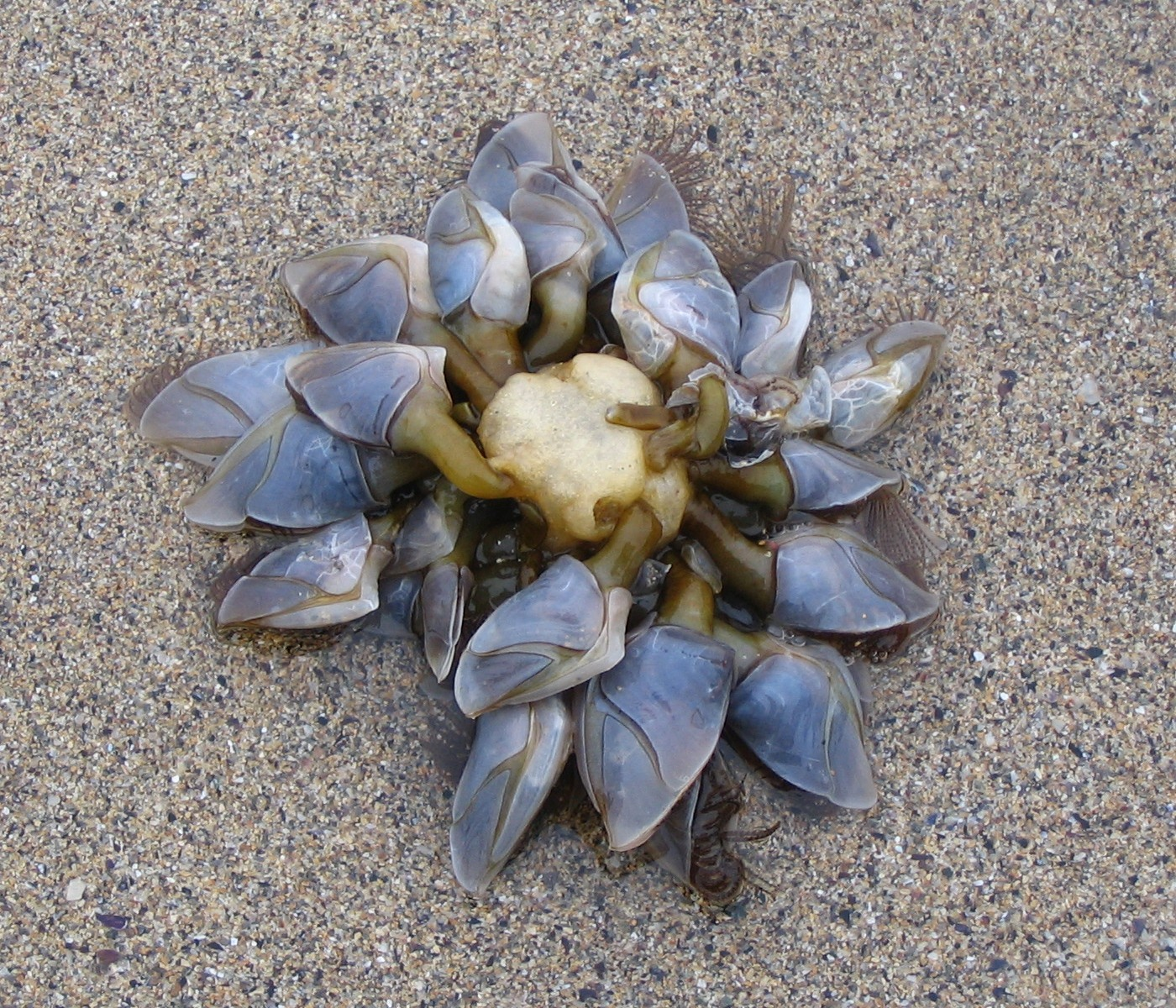
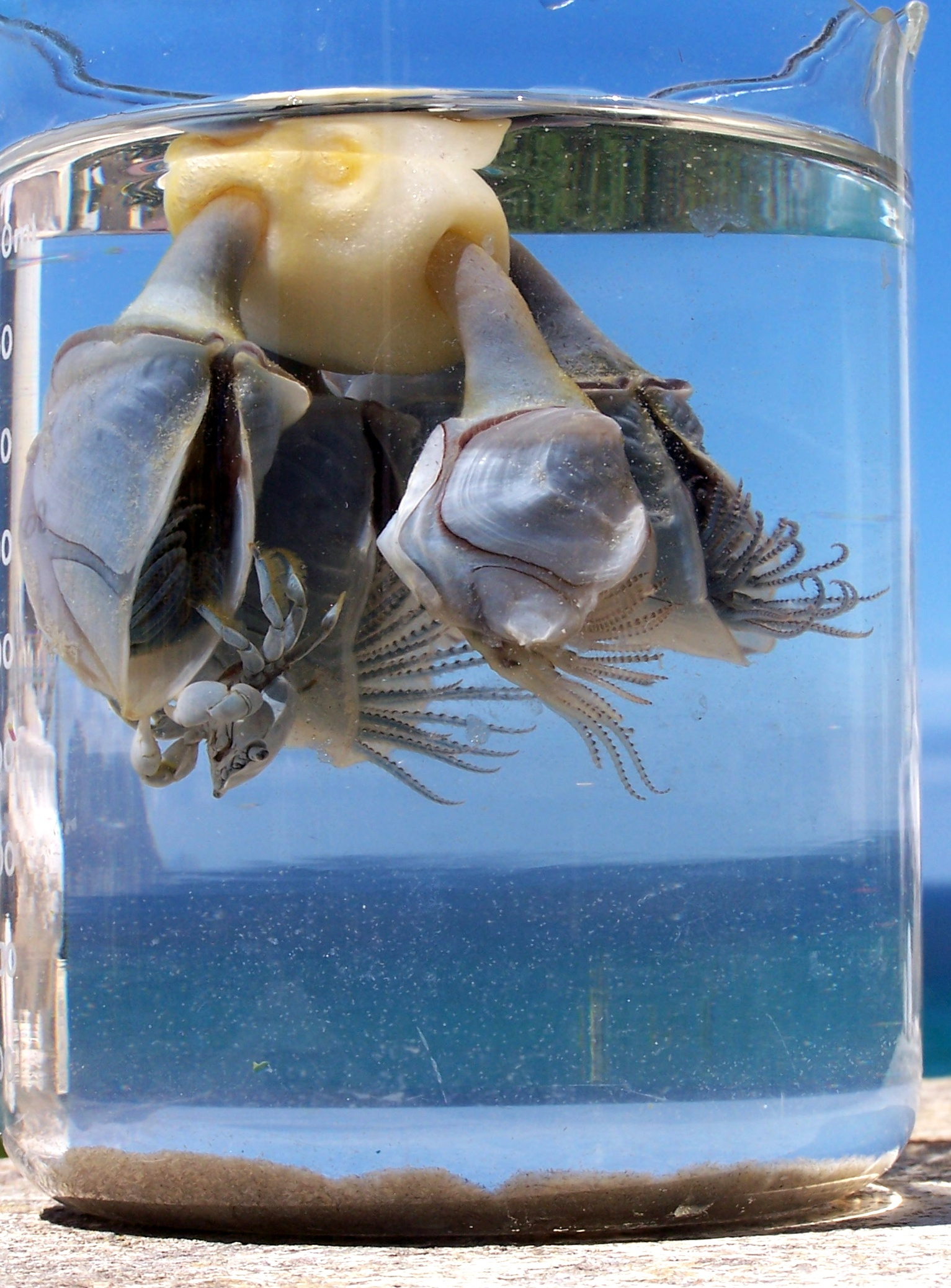
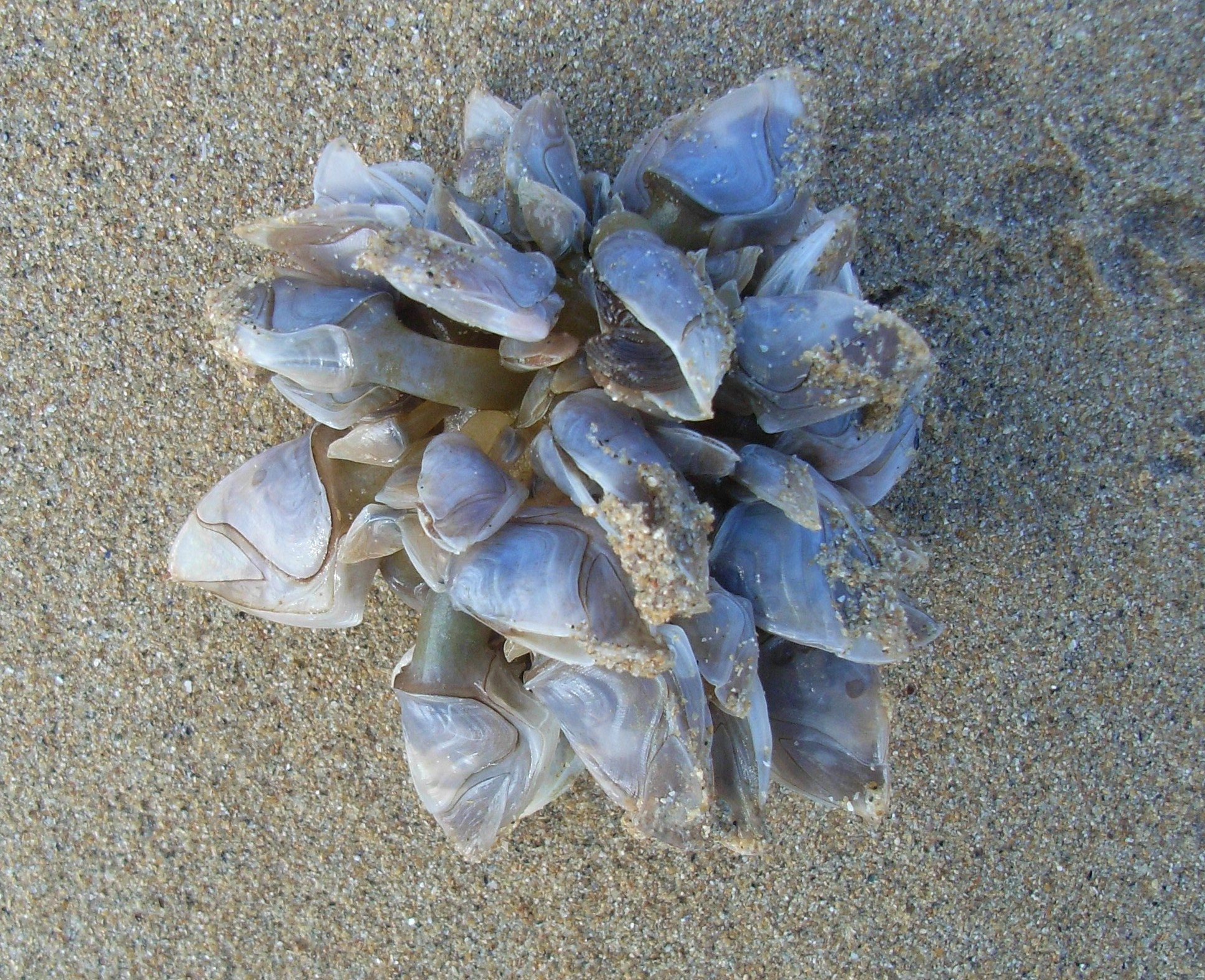